# Filippinuv
Filippinuv (Ketupa philippensis) är en fågel i familjen ugglor inom ordningen ugglefåglar.

## Utseende och läte
Filippinuven är en rätt stor (40 ) uggla med små örontofsar och gula öron. Ansiktet är rostbeige, ovansidan och hjässan något gular med tydliga mörkbruna spolstreck. Vingarna är mörkbruna, stjärten lika så, med beigefärgad tvärbandning. Undersidan är vitaktig med kraftig mörk längssträckning, framför allt på bröstet med roströd anstrykning. Den sydligare underarten (mindandensis, se utbredning nedan) är generellt mörkare i fjäderdräkten. Bland lätena hörs långa borttynande serier med "bububububub" samt gälla skrin.

## Utbredning och underarter
Filippinuv delas in i två underarter ned följande utbredning:
- Ketupa philippensis philippensis – förekommer i norra Filippinerna (Luzon och Catanduanes)
- Ketupa philippensis mindanensis – förekommer i södra Filippinerna (Mindanao, Samar, Leyte och Bohol)

### Släktestillhörighet
Arten placeras traditionellt i Bubo, men flera genetiska studier visar arterna i släktet inte står varandra närmast. Filippinuven med släktingar förs därför allt oftare, som här, till fiskuvarna i släktet Ketupa.

## Status och hot
Filippinuven har en liten världspopulation bestående av uppskattningsvis endast 2 500–10 000 vuxna individer. Den tros också minska i antal till följd av habitatförlust och möjligen även jakt. Den är därför upptagen på internationella naturvårdsunionen IUCN:s röda lista över hotade arter, kategoriserad som sårbar (VU).